# 下街道の古井戸
下街道の古井戸は、愛知県春日井市大泉寺町の退休寺脇にある井戸。

## 概要
1651年（慶安4年）の夏に近くの下街道を歩いていた女の旅人が熱射病により亡くなり、これを哀れんだ退休寺住職・小野沢五郎兵衛（又五郎吉清）が「水が枯れない、深い井戸を掘ろう」と決意し年の暮れに着工、1652年（慶安5年）2月に完成した。井戸は年中干上がることなく、村人や旅人の救いとなり、いつしか「諸人助けの井戸」と呼ばれるようになった。
井戸枠には「施主生国□□ 小野沢又五郎吉清 南無 阿弥陀佛　慶安五壬辰 年（1652）二月四日」と刻まれている。1973年（昭和48年）3月8日に春日井市の指定有形文化財に指定。